# Harrell (Alabama)
Harrell es una comunidad no incorporada en el condado de Dallas, Alabama, Estados Unidos.